# Carlos Alberto (1932–2012)
Carlos Alberto, właśc. Carlos Alberto Martins Cavalheiro (ur. 25 stycznia 1932 w Rio de Janeiro, zm. 29 czerwca 2012 tamże) − piłkarz brazylijski, występujący na pozycji bramkarza.

## Kariera klubowa
W czasie kariery piłkarskiej Carlos Alberto grał w CR Vasco da Gama 1952–1957 oraz Portuguesie São Paulo. Z Vasco da Gama dwukrotnie zdobył mistrzostwo stanu Rio de Janeiro – Campeonato Carioca w 1952 i 1956 roku.

## Kariera reprezentacyjna
W 1952 roku Carlos Alberto uczestniczył w Igrzyskach Olimpijskich w Helsinkach. Na turnieju Mauro wystąpił we wszystkich trzech meczach reprezentacji Brazylii z Holandią i Luksemburgiem oraz RFN w ćwierćfinale.
W 1959 roku uczestniczył w Igrzyskach Panamerykańskich, na których Brazylia zajęła drugie miejsce.
W 1960 roku Carlos Alberto po raz drugi uczestniczył w Igrzyskach Olimpijskich w Rzymie. Na turnieju Carlos Alberto wystąpił we wszystkich trzech meczach grupowych reprezentacji Brazylii z Wielką Brytanią, Tajwanem i Włochami.